# Kirchentellinsfurt
Kirchentellinsfurt – miejscowość i gmina w Niemczech, w kraju związkowym Badenia-Wirtembergia, w rejencji Tybinga, w regionie Neckar-Alb, w powiecie Tybinga. Leży nad ujściem rzeki Echaz do Neckaru, ok. 6 km na wschód od Tybingi, przy drodze krajowej B27.

## Współpraca
Miejscowość partnerska:
- Illmitz, Austria